# Década de 1620
Séculos: (Século XVI - Século XVII - Século XVIII)
Décadas: 1570 1580 1590 1600 1610 - 1620 - 1630 1640 1650 1660 1670
Anos: 1620 - 1621 - 1622 - 1623 - 1624 - 1625 - 1626 - 1627 - 1628 - 1629